# John Castellani
John Louis Castellani (New Britain, 23 agosto 1926 – New Britain, 11 maggio 2021) è stato un allenatore di pallacanestro statunitense, professionista nella NBA.